# 西浦廉政
西浦 廉政（にしうら やすまさ、1950年 - ）は、日本の数学者。北海道大学名誉教授。
大阪府出身。1969年大阪府立天王寺高等学校卒業。1973年京都大学理学部数学科卒業。1978年同大学院理学研究科博士課程数学専攻単位取得退学。1982年理学博士取得。京都産業大学、広島大学、北海道大学電子科学研究所所長等を経て、東北大学原子分子材料科学高等研究機構教授。専門は非線形偏微分方程式、反応拡散系。
分岐理論を用いた反応拡散系の大振幅の定常解の存在、非常に難しいとされる連立である反応拡散系の解析を容易にするための手法shadow systemの提案、反応拡散系の定常解の安定性解析、数値解析を用いた反応拡散系のダイナミクスの解析など、純粋数学と応用数学の両方にわたり先駆的な業績がある。特に、連立偏微分方程式である反応拡散系の大振幅の定常解の安定性解析のために開発された手法であるSLEP法は、その後様々な方向に拡張された。
2002年、日本数学会秋季賞受賞。